# Ладний (сторожовий корабель)
«Ладний» — сторожовий корабель проекту 1135, що перебував на озброєнні ВМФ СРСР і в даний час перебуває на озброєнні Чорноморського флоту Росії.
Поки що входить до складу 30-ї дивізії надводних кораблів.

## Історія будівництва корабля
Сторожовий корабель «Ладний» було зараховано до списків кораблів 17 лютого 1978 року та 25 травня 1979 року закладено на стапелі ССЗ «Заліва» в Керчі (заводський номер № 16). Спущений на воду 7 травня 1980 року, став до ладу 29 грудня 1980 року і 25 лютого 1981 включений до складу Чорноморського флоту.
Станом на 2013 рік проходив ремонт 13-го судноремонтного заводу в Севастополі. Початок ходових випробувань був запланований на серпень 2014 року.

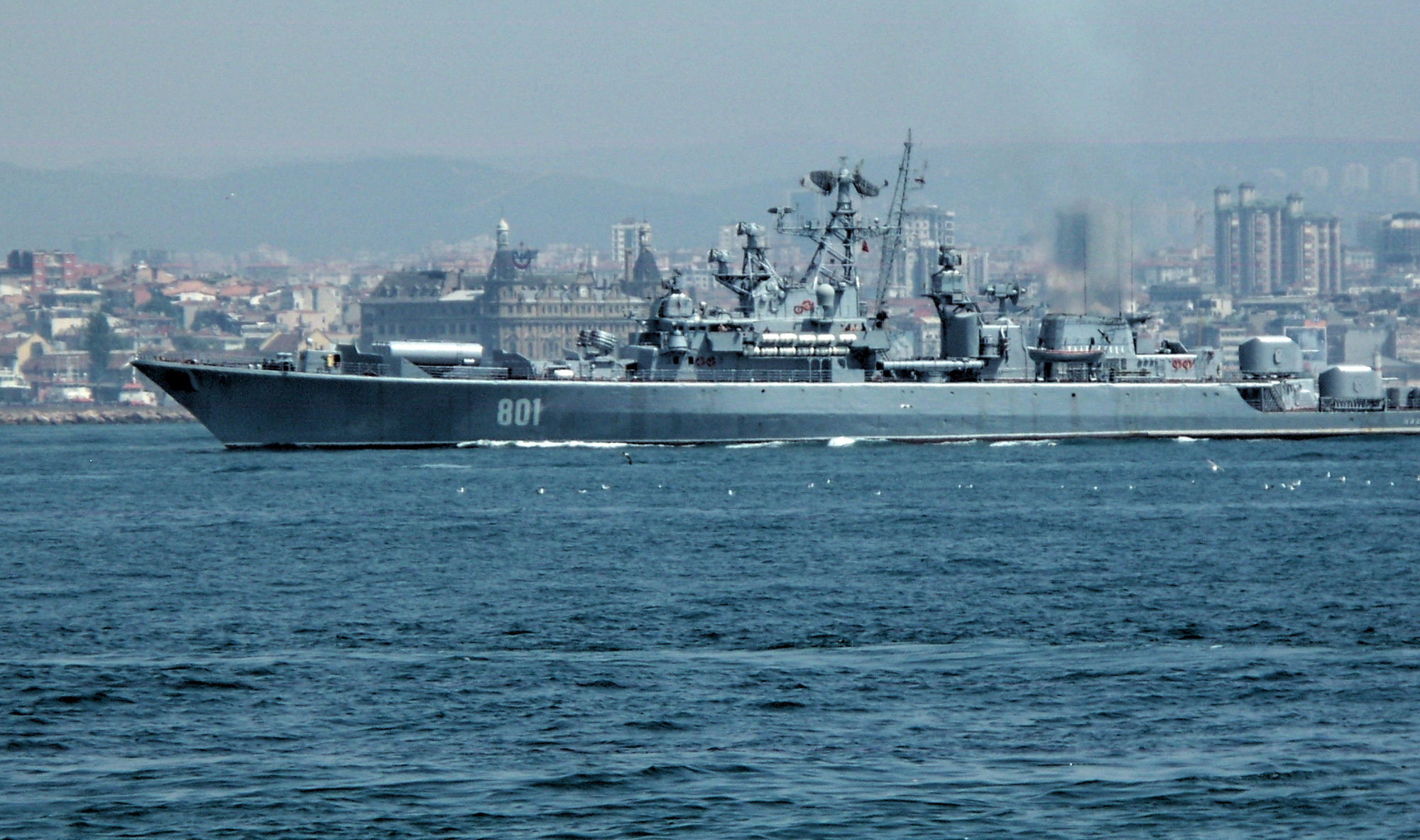
Фрегат «Ладний», що перетинає Босфор (2015)

Станом на 19 грудня 2014 року СКР «Ладний» завершив перший вихід у море після ремонту.
Наприкінці 2016 року розпочався демонтаж газових турбін з виведеного з бойового складу після пожежі 2014 року БПК пр. 1134-Б "Керч ", з метою встановлення їх на СКР «Ладний», маршові двигуни якого вичерпали свій ресурс.
Ремонт планувалося завершити у травні 2020 року, але пізніше терміни введення корабля до ладу були перенесені на 2021 рік. 7 квітня 2021 року вийшов на морський полігон бойової підготовки із Севастополя після завершення планових ремонтних робіт на судноремонтному підприємстві.

## Призи та нагороди
- 1991 — приз ДК ВМФ з протичовнової підготовки (у складі КПУГ)
- 1993 — приз ДК ВМФ з протичовнової підготовки (у складі КПУГ)
- 1994 — приз ДК ВМФ з артпідготовки (у складі КПУГ)